# Johann Adam Ackermann
Pour les articles homonymes, voir Ackermann.
Johann Adam Ackermann (Mayence, 1780 - Francfort-sur-le-Main, 1853) est un peintre paysagiste allemand du début du XIXe siècle.

## Biographie
Johann Adam Ackermann vit à Mayence jusqu'en 1804, année pendant laquelle il part vivre à Francfort. Johann Adam Ackermann est réputé pour ses paysages d'hiver et ses aquarelles. Il est le frère de Georg Friedrich Ackermann, qui est lui aussi peintre paysagiste, quoique avec moins de succès.